# Aerides
Aerides (em português: Aéride) um género botânico pertencente à família das orquídeas (Orchidaceæ).

## Etimologia
O nome do gênero  Aerides (Aer.) procede da latinização das palavras  gregas: αήρ, αέρος (aér, aéros), que significa "ar", e ειδος que significa "aspecto exterior", "semelhança", ou "modo de ser", aludindo ao modo de vida epífita destas plantas, que , aparentemente, se alimentam de nada, mas somente do que a atmosfera lhes oferece.

Nome comum:
- Rabo de Raposa
- Rabo de gato.

## Espécies
O gênero Aerides possui 31 espécies reconhecidas atualmente.
- Aerides augustiana Rolfe
- Aerides crassifolia C.S.P.Parish ex Burb.
- Aerides crassifolium Parish & Rchb. f.
- Aerides crispa Lindl.
- Aerides crispum Lindl.
- Aerides emericii Rchb.f.
- Aerides falcata Lindl. & Paxton
- Aerides houlletiana Rchb.f.
- Aerides huttonii (Hook.f.) J.H.Veitch
- Aerides inflexa Teijsm. & Binn.
- Aerides jansonii Rolfe
- Aerides krabiensis Seidenf.
- Aerides lawrenceae Rchb.f.
- Aerides leeana Rchb.f.
- Aerides macmorlandii B.S.Williams
- Aerides maculosa Lindl.
- Aerides multiflora Roxb.
- Aerides multiflorum Roxb.
- Aerides odorata Lour.
- Aerides odoratum Reinw. ex Blume
- Aerides orthocentra Hand.-Mazz.
- Aerides quinquevulnera Lindl.
- Aerides ringens (Lindl.) C.E.C.Fisch.
- Aerides roebelenii Rchb.f.
- Aerides rosea Lodd. ex Lindl. & Paxton
- Aerides roseum Lodd. ex J. Paxton
- Aerides savageana A.H.Kent
- Aerides shibatiana Boxall ex Náves
- Aerides sukauensis Shim
- Aerides thibautiana Rchb.f.
- Aerides timorana Miq.